# Masud Minhas
Masud Ali Khan Minhas (ur. w 1911 w Sarikue, zm. 16 stycznia 1936 w Kalkucie) – indyjski hokeista na trawie. Złoty medalista olimpijski z Los Angeles.
Zawody w 1932 były jego jedynymi igrzyskami olimpijskimi. W turnieju wystąpił w jednym spotkaniu. 
Zmarł w 1936 roku na gruźlicę.